# Sutegana
Sutegana (捨て仮名?) hace referencia a las versiones "reducidas" de algunos de los caracteres kana, correspondientes a los silabarios japoneses Hiragana y Katakana. También se lo suele llamar Kogaki moji (小書き文字?). Originalmente fue una terminología de la imprenta japonesa.

## Usos
El sutegana aparece principalmente en casos donde se exprese Yōon (拗音?) (Palabras contraídas o diptongos), Sokuon (促音?) (Palabras con doble consonante) o Chōon (長音?) (Palabras con vocales largas). Aunque también es usado en casos de okurigana (送り仮名?) y soegana (添え仮名?), últimamente empezó a quedar obsoleto el uso en estos últimos.
También se utilizan en transcripciones de otros idiomas, como el ainu o el coreano, particularmente en los casos de consonante distinta de n al final de sílaba, ausentes en japonés.

## Escritura
En la escritura horizontal se lo coloca "sentado" abajo, aproximándose hacia la derecha al carácter que tenga adelante. En cuanto a la escritura vertical, se lo coloca "pegado" a la derecha, aproximándose hacia arriba.

## Lista de suteganas
Los siguientes son los suteganas existentes:
Hiragana:
- ぁ
- ぃ
- ぅ
- ぇ
- ぉ
- っ
- ゃ
- ゅ
- ょ
- ゎ

Katakana:
- ァ
- ィ
- ゥ
- ェ
- ォ
- ヵ
- ㇰ
- ヶ
- ㇱ
- ㇲ
- ッ
- ㇳ
- ㇴ
- ㇵ
- ㇶ
- ㇷ
- ㇷ゚
- ㇸ
- ㇹ
- ㇺ
- ャ
- ュ
- ョ
- ㇻ
- ㇼ
- ㇽ
- ㇾ
- ㇿ
- ヮ

- Datos: Q2498345
- Multimedia: Kana small letters / Q2498345